# زمو نیکوزی
زمو نیکوزی (به لاتین: Zemo Nikozi) یک منطقهٔ مسکونی در گرجستان است که در شهرداری گوری واقع شده‌است. زمو نیکوزی ۶۴۳ نفر جمعیت دارد و ۸۵۰ متر بالاتر از سطح دریا واقع شده‌است.